# Peter Hall (urbanista)
Peter Geoffrey Hall CBE, FBA (Hampstead, Londres, 19 de marzo de 1932 - 30 de julio de 2014) fue un urbanista y geógrafo inglés. Presidía la Cátedra Bartlett de Ordenación Urbana y Regeneración de la UCL Bartlett Faculty of the Built Environment, University College de Londres y fue presidente de la Town and Country Planning Association y de la Regional Studies Association. Asimismo, fue director y fundador de la revista académica Regional Studies.
Reconocido internacionalmente por sus trabajos y estudios en los campos de la economía, demografía, cultura y gestión, Hall fue durante muchos años asesor de sucesivos gobiernos británicos. Es considerado el “padre” del concepto de la Urban Enterprise Zone.

## Biografía
Hall nació en Hampstead. Tras doctorarse en Geografía en St Catharine's, Cambridge, en 1957 comenzó a dar clases en Birkbeck College, Universidad de Londres. Más tarde fue nombrado reader (catedrático sin cátedra) en la London School of Economics. Hall fue director y fundador de la revista académica Regional Studies.
En 1968, obtuvo la cátedra de Geografía en la University of Reading, cargo que compaginó, en la década de 1980, con la cátedra de urbanismo en la University of California, Berkeley. Dejó Reading en 1989 y Berkeley en 1992 para ocupar Bartlett en la University College de Londres. 
Murió el 30 de julio de 2014 a la edad de 82 años.
Entre otros honores, era Fellow de la British Academy y Miembro de la Academia Europaea y de la Academia Austríaca de Ciencias. He was also on the Board of Trustees of The Architecture Foundation.

## Publicaciones

### Libros
- Peter Hall (2013) Good Cities, Better Lives: How Europe Discovered the Lost Art of Urbanism. London: Routledge.
- Peter Hall (2007) London Voices, London Lives: Tales from a Working Capital. Bristol: Policy Press.
- Nick Buck, Ian Gordon, Peter Hall, Michael Harloe, y Mark Kleinman (2002) Working Capital: Life and Labour in Contemporary London. London: Routledge.
- Peter Hall, Ulrich Pfeiffer (2000) Urban Future 21: a Global Agenda for Twenty-First Century Cities. London: Routledge. (Actualizado en 2013)
- Peter Hall, Colin Ward (1998) Sociable Cities: Legacy of Ebenezer Howard. Chichester: John Wiley & Sons.
- Peter Hall (1998) Cities in Civilization: Culture, Technology, and Urban Order. London: Weidenfeld & Nicolson; New York: Pantheon Books.
- Peter Hall, Manuel Castells (1994) Technopoles of the World: The Making of 21st-Century Industrial Complexes. London: Routledge.
- Ann Markusen, Peter Hall, Scott Campbell, y Sabina Deitrick (1991) The Rise of the Gunbelt: The Military Remapping of Industrial America. New York: Oxford University Press.
- Peter Hall (1989) London 2001. London: Unwin Hyman.
- Peter Hall (1988) Cities of Tomorrow: An Intellectual History of Urban Planning and Design in the Twentieth Century Oxford: Blackwell Publishing. Reeditado 1988. Actualizado 1996, 2002.
- Peter Hall y Paschal Preston (1988) The Carrier Wave: New Information Technology and the Geography of Innovation 1846-2003. London: Unwin Hyman.
- Peter Hall, Michael J. Breheny, Ronald McQuaid, y Douglas Hart (1987) Western Sunrise: The Genesis and Growth of Britain's Major High Tech Corridor. London: Unwin Hyman.
- Peter Hall, Ann Markusen y Amy K. Glasmeier (1986) High-Tech America: The What, How, Where and Why of the Sunrise Industries. Boston: Allen & Unwin.
- Michael J. Breheny, Douglas A. Hart, y Peter Hall (1986) Eastern Promise? Development Prospects for the M11 Corridor. Spatial and Economic Associates, Faculty of Urban and Regional Studies, University of Reading.
- Peter Hall y Carmen Hass-Klau (1985) Can Rail save the City? The Impact of Rail Rapid Transit and Pedestrianisation on British and German Cities. Aldershot: Gower Publishing.
- Peter Hall y Dennis Hay (1980) Growth Centres in the European Urban System. London: Heinemann.
- Peter Hall (1980) Great Planning Disasters. London: Weidenfeld.
- Peter Hall (1975) Urban and Regional Planning. Harmondsworth/London: Penguin. Reprinted 1982; Newton Abbott, David and Charles, 1975; London: Routledge, 1992, 2002, quinta edición 2010 con Mark Tewdwr-Jones.
- Marion Clawson y Peter Hall (1973) Planning and Urban Growth: An Anglo-American Comparison. Baltimore: Johns Hopkins.
- Peter Hall, con Ray Thomas, Harry Gracey, y Roy Drewett (1973) The Containment of Urban England. London: George Allen & Unwin Ltd.; Beverley Hills: Sage Publications Inc. (dos v. 1: "Urban and Metropolitan Growth Processes or Megalopolis Denied"; 2: "The Planning System: Objectives, Operations, Impacts")
- Peter Hall (1966) The World Cities. London: World University Library, Weidenfeld & Nicolson. Reeditado 1977, 1983.
- Peter Hall (1963) London 2000. London, Faber & Faber. Reeditado 1969, 1971.

### Como editor
- Peter Hall y Kathy Pain (eds.) (2006) Polycentric Metropolis: Learning from Mega-city Regions in Europe. London, Sterling, VA: Earthscan.
- Michael J. Breheny y Peter Hall (eds.) 1999. The people: where will they work? National report of the TCPA Regional Inquiry into Housing Need and Provision in England. Town and Country Planning Association.
- Michael J. Breheny y Peter Hall (eds.) (1996). The people: where will they go? National report of the TCPA Regional Inquiry into Housing Need and Provision in England. Town and Country Planning Association.
- Peter Hall y Ann Markusen (eds.) (1985). Silicon Landscapes. Boston: Allen & Unwin.
- Peter Hall (ed.) (1981) The Inner City in Context. London: Heinemann.
- Peter Hall (ed.) (1977) Europe 2000. London: Duckworth.

### Colaboraciones
- Peter Hall. The Strange Death of British Planning: And How to Bring About a Miraculous Revival. En: Manns, J, (ed.) Kaleidoscope City: Reflections on Planning and London. (56-62). Birdcage Print: London (2014).
- Peter Hall y Colomb, C. En: Hutchinson, R, (ed.) Encyclopedia of urban studies. (340-341). Sage: London (2010).
- Peter Hall. The United Kingdom’s Experience in Revitalizing Inner Cities. En: Ingram G and Hong Y-H (ed.) Land Policies and their Outcomes: Proceedings of the 2006 Land Policy Conference. (259-283). Lincoln Institute of Land Policy: Cambridge, Mass (2007).
- Peter Hall. Delineating Urban Territories: Is this a Relevant Issue? En: Cattan N (ed.) Cities and Networks in Europe: A Critical Approach of Polycentrism. (3-14). Éditions John Libbey Eurotext: Montrouge (2007).
- Peter Hall. From Coronation to Jubilee. En: Buonfino A and Mulgan G (ed.) Porcupines in Winter: The Pleasures and Pains of Living Together in Modern Britain. (16-22). Young Foundation: London (2006).
- Peter Hall. Why Some Cities Flourish while Others Languish. En: UN-Habitat (ed.) The State of the World’s Cities Report, 2006/2007. (13). UN-Habitat/Earthscan: London (2006).
- Peter Hall. What is the Future of Capital Cities? En: Gordon DLA (ed.) Planning Twentieth Century Capital Cities. (270-274). (2006).
- Peter Hall. The Land Fetish: Densities and London Planning. En: Kochan B (ed.) London: Bigger and Better? (84-93). (2006).